# Zimirina transvaalica
Espèce
Zimirina transvaalica est une espèce d'araignées aranéomorphes de la famille des Prodidomidae.

## Distribution
Cette espèce est endémique d'Afrique du Sud. Elle se rencontre vers Pretoria et Makapansgat.

## Description
Les mâles mesurent de 2,2 à 2,4 mm.

## Systématique et taxinomie
Cette espèce a été décrite par Dalmas en 1919.

## Étymologie
Son nom d'espèce lui a été donné en référence au lieu de sa découverte, le Transvaal.

## Publication originale
- Dalmas, 1919 : « Synopsis des araignées de la famille des Prodidomidae. » Annales de la Société Entomologique de France, vol. 87, p. 290-340 (texte intégral).